# 本田剛文
本田剛文（1992年11月3日—）是日本的演員、藝人， 中京圈的當地男子團體BOYS AND MEN的成員之一。暱稱為本ちゃん。
爱知县出身。隸屬於FORTUNE ENTERTAINMENT INC.。。身高171cm。在BOYS AND MEN中的代表色為粉紅色。